# کوبووا هوس
کوبووا هوس (به چکی: Kubova Huť) یک منطقهٔ مسکونی در جمهوری چک است که در ناحیه پراخاتیتسه واقع شده‌است. کوبووا هوس ۱٫۴۱ کیلومتر مربع مساحت و ۹۶ نفر جمعیت دارد و ۹۶۰ متر بالاتر از سطح دریا واقع شده‌است.